# Nagy László (színigazgató)
Nagy László (Gádoros, 1948. szeptember 8. – 2023. április 25.) magyar színigazgató, kulturális menedzser, Szegedi Nemzeti Színház örökös tagja.

## Pályafutása
Általános iskoláit szülőhelyén végezte, majd 1976-ban Orosházán, a Táncsics Mihály Gimnáziumban érettségizett. 1972-ben a Juhász Gyula Tanárképző Főiskolán magyar–orosz szakos tanári diplomát szerzett, majd a Szegedi Tudományegyetem Bölcsészettudományi Karán, illetve a budapesti Politikai Főiskolán folytatott tanulmányokat.
Egész pályafutása során a magyar kultúra és közművelődés területén töltött be igazgatási, majd vezetői pozíciókat. Tíz évig a szegedi városi tanács művelődési osztályán a népművelési csoport főelőadója, majd osztályvezető-helyettes volt. Ezt követően az MSZMP Szeged Városi Bizottsága Művelődési Osztályának munkatársa, majd 1982-ben kinevezték a Szegedi Nemzeti Színház igazgatójának. Vezetésével 1986-ban fejeződött be a száz esztendős színházépület teljes rekonstrukciója, és a következő években jelentősen megújult a társulat. 
A Pál Tamás, majd 1983-tól Oberfrank Géza vezetése alatt álló operatagozat a nyolcvanas években kezdte meg sikeres nyugati turnéit, országos operafesztivált rendezett, működésével 1989-ben elnyerte a Bartók–Pásztory-díjat; ugyanebben az évben a Magyar Állami Operaházhoz Budapestre távozó Oberfrank helyére tagozatvezetőként visszahozta Gregor Józsefet. Igazgatóként döntő érdemeket szerzett a balettművészet szegedi meghonosításában: az általa szerződtetett Imre Zoltán vezetésével, a színház önálló tagozataként létrehozta a Szegedi Balettet, a ma önálló társulatként működő Szegedi Kortárs Balett elődjét. Musical-produkciókkal nagy sikert aratott az újjászervezett, Sándor János-vezette prózai tagozat, mely Ruszt József tagozatvezetői szerződtetésével új irányt vett. Igazgatói működésének utolsó időszakát beárnyékolta a Ruszt által kirobbantott – elsősorban a prózai társulat érdekérvényesítésével összefüggő – krízis.
1992-től három évig független újságíróként dolgozott, majd 1995-ben az ópusztaszeri Nemzeti Történeti Emlékpark igazgatójává nevezték ki, ahol 2007-ig jelentős építőmunkát folytatott, melynek eredménye az egy évtized alatt öt kontinens hetven országából három és fél millió látogatót vonzó, nemzetközileg elismert turisztikai és kulturális központ létrejötte, mely elnyerte Az év múzeuma 2005 díjat.
2007-ben újra a Szegedi Nemzeti Színházhoz szerződött, kommunikációs igazgatóként, majd 2009-től ügyvezető igazgatóként dolgozott 2012 végén bekövetkezett nyugállományba vonulásáig.

## Díjak, kitüntetések, elismerések
- Munka Érdemrend bronz fokozata – 1989
- Pro Theatro – 1992
- Az Alföld Turizmusáért díj – 1999
- Csongrád Megye Alkotói Díja – 2004
- Magyar Köztársasági Arany Érdemkereszt – 2007
- A Szegedi Nemzeti Színház Örökös Tagja – 2012
- Dömötör-életműdíj – 2018[2]